# 拉卡佩勒维耶斯康
拉卡佩勒维耶斯康（法語：Lacapelle-Viescamp，法語發音：[lakapɛl vjɛskɑ̃]）是法国康塔尔省的一个市镇，位于该省西部，属于欧里亚克区。

## 地理
拉卡佩勒维耶斯康（44°55'22"N, 2°15'46"E）面积15.62 平方千米，位于法国奥弗涅-罗讷-阿尔卑斯大区康塔爾省，该省份为法国中南部省份，位于法國中央高原中心，北起科雷兹省、上盧瓦爾省和多姆山省，西接洛特省和科雷兹省，南至阿韦龙省和洛特省，东临上盧瓦爾省和洛泽尔省。
与拉卡佩勒维耶斯康接壤的市镇（或旧市镇、城区）包括：圣艾蒂安康塔莱斯、圣马梅-拉萨尔沃塔、圣保罗德朗德、伊特拉克、圣热龙、勒鲁热-佩尔斯。

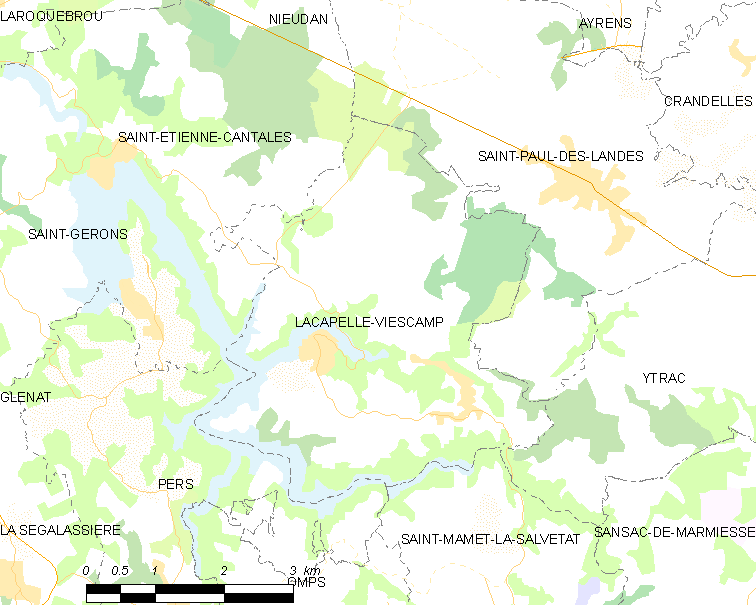
拉卡佩勒维耶斯康的OSM定位图

拉卡佩勒维耶斯康的时区为UTC+01:00、UTC+02:00（夏令时）。

## 行政
拉卡佩勒维耶斯康的邮政编码为15150，INSEE市镇编码为15088。

## 政治
拉卡佩勒维耶斯康所属的省级选区为圣保罗德朗德县。

## 人口

1962-2008年间拉卡佩勒维耶斯康人口变化图示

拉卡佩勒维耶斯康于2022年1月1日时的人口数量为520人。